# Kolibari
Kolibari (en macédonien Колибари ; en albanais Kolibara) est un village de l'ouest de la Macédoine du Nord, situé dans la municipalité de Kitchevo. Le village comptait 747 habitants en 2002.

## Démographie
Lors du recensement de 2002, le village comptait :
- Albanais : 742
- Serbes : 1
- Autres : 4